# Pseudacteon conicornis
Pseudacteon conicornis är en tvåvingeart som beskrevs av Borgmeier 1962. Pseudacteon conicornis ingår i släktet Pseudacteon och familjen puckelflugor. Inga underarter finns listade i Catalogue of Life.